# Wang Yuanqi

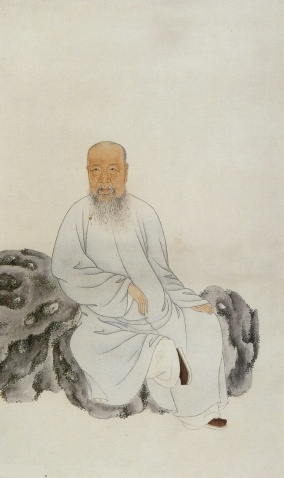

Wang Yuanqi, född den 9 eller 11 september 1642 i Taicang, död den 7 november 1717, var en kinesisk ämbetsman, kinesisk målare och poet. Han var elev till sin farfar Wang Shimin och yngst av "de fyra Wang". Wang var ledamot av Hanlinakademin och kallades till hovet av kejsar Kangxi. Mest ägnade han sig åt att efterbilda de gamla mästarna; hans lärdom och skicklighet vägde lika.